# NSU 5/15 PS Kompressor
Der NSU 5/15 PS Kompressor war der erste Wagen, den die Neckarsulmer Fahrzeugwerke Aktiengesellschaft nur für den Renneinsatz bauten. Das Rennmodell wurde aus dem Serienmodell 5/15 PS entwickelt und in den Jahren 1923 bis 1925 gebaut.

## Technik
Der Motor war ein Vierzylinder-Reihenmotor mit einem Hubraum von 1232 cm³ (Bohrung × Hub = 70 mm × 78 mm), der mit größeren Ventilen und einem Roots-Kompressor ausgestattet war. Zudem war er höher verdichtet als der Motor des Serienmodells und leistete zwischen 40 PS und 50 PS (29–37 kW) bei 4000/min. Der Motor hatte eine Druckumlaufschmierung und Magnetzündung mit automatischer Zündverstellung. Die Kurbelwelle war dreifach gelagert. Die Kraft wurde über eine Ölbad-Lamellenkonuskupplung, ein separates Vierganggetriebe mit Mittelschaltung und eine Kardanwelle auf die Hinterräder übertragen. Der Roots-Kompressor wurde über das Getriebe angetrieben. Die Kegelräder des Achsantriebs waren spiralverzahnt. Der Radstand des Wagens betrug 2650 mm, seine Spurweite 1250 mm und sein Gewicht: 510 kg. Die Höchstgeschwindigkeit lag bei ca. 125 km/h.

## Renneinsätze
In den Jahren 1923 und 1924 setzte NSU den Rennwagen bei Rennen auf der AVUS in Berlin ein. Der 5/15 PS Kompressor siegte stets in seiner Klasse. 1923 belegten Wagen dieses Typs sogar die drei ersten Plätze der „Kleinautoklasse“. 1924 war ein Doppelsieg beim AVUS-Kleinwagenrennen zu verzeichnen. Durchschnittsgeschwindigkeiten von 120 km/h und Spitzengeschwindigkeiten von 125 km/h wurden erreicht.